# Деклозиерова афера
Деклозиеровата афера представлява опит на Англия и Франция да привлекат България на своя страна през Първата световна война чрез изгодна търговска сделка.
Тъй като обещанията за териториални отстъпки са недостатъчни за България, в страната е изпратен френският търговец Фернан дьо Клозиер (познат също като Деклозиер), който изкупува част от българската реколта на цени, по-високи от пазарните. Идеята, която стои зад тази покупка, е и това, че тези храни няма да заминат за Германия. Деклозиер привлича на своя страна няколко партии, които са в опозиция на правителството на Васил Радославов. Последният взима мерки и арестува помощниците им, а реколтата е конфискувана.
След войната Съглашението осъжда България на арбитражен съд в Париж, за да изплати загубите на френския търговец.